# Вагино (Критовский сельсовет)
Вагино — посёлок в Боготольском районе Красноярского края России. Входит в состав Критовского сельсовета. Находится примерно в 11 км к востоку-северо-востоку (ENE) от районного центра, города Боготол, на высоте 298 метров над уровнем моря.

## Население
| 2010 |
| ---- |
| 138  |

Гендерный состав
По данным Всероссийской переписи населения 2010 года 69 мужчин и 69 женщин из 138 чел.

## Улицы
Уличная сеть посёлка состоит из 3 улиц.

## Транспорт
К югу от посёлка проходит автотрасса федерального значения М53 «Байкал». Также в Критово расположена одноимённая станция Красноярской железной дороги.